# Mount Whitney (Schiff)
Die USS Mount Whitney (LCC-20) ist ein Kommandoschiff für amphibische Kriegsführung der United States Navy und das zweite Schiff der Blue-Ridge-Klasse. Sie ist nach dem Mount Whitney benannt und dient seit 1971 in der US-Marine, seit 2004 gehört das Schiff zum Military Sealift Command. Es ist in Gaeta, Italien, stationiert und dient als Flaggschiff des Kommandeurs der 6. US-Flotte.

## Technik
Der Rumpf der Blue-Ridge-Klasse basiert auf den amphibischen Angriffsschiffen der Iwo-Jima-Klasse, mit denen sie auch die Antriebsanlage mit 16.181 kW Leistung gemeinsam haben. Der Rumpf wurde aber geringfügig von 183 auf 189 Meter verlängert, zusätzlich wurden breite Seitendecks angebracht, um Bei- und Landungsboote unterbringen zu können. Die Schiffe verfügen über einen großen Hubschrauberlandeplatz auf dem Achterdeck, auf dem Oberdeck befinden sich zahlreiche Antennen und Radaranlagen. Mittschiffs befindet sich der Brückenaufbau mit der Mack und den Hauptradaranlagen, dahinter ein einzelner freistehender Elektronikmast. Das Schiff war ursprünglich mit zwei 3-Zoll-Zwillingsgeschützen bewaffnet, 1974 wurden zwei Sea-Sparrow-Starter installiert. Seit den achtziger Jahren befinden sich zwei Phalanx CIWS zur Nahbereichsverteidigung an Bord, die Geschütze und die Lenkwaffenstarter wurden 1992 entfernt.

## Geschichte

### Entwicklung und Bau
Der Bau des zweiten Schiffs der Blue-Ridge-Klasse wurde am 10. August 1966 beschlossen, die Kiellegung fand am 8. Januar 1969 bei Newport News Shipbuilding in Newport News, Virginia, statt. Genau ein Jahr später erfolgte der Stapellauf; am 16. Januar 1971 wurde das Schiff dann bei der US-Marine in Dienst gestellt. Die reinen Werftkosten der Mount Whitney betrugen 36,4 Millionen US-Dollar.

### Einsatz
Stationiert in Norfolk, Virginia, operierte die Mount Whitney zusammen mit der 2. US-Flotte im Atlantik. Erste Fahrten 1971 führten sie in die Nordsee, 1973 war sie während des Jom-Kippur-Kriegs im Mittelmeer. In den siebziger und achtziger Jahren nahm das Schiff zudem an mehreren Rettungsmissionen und Suchaktionen im Atlantik teil. 1989 war sie das Gastgeberschiff während des ersten Besuchs einer sowjetischen Delegation in Norfolk.
1994 war sie Flaggschiff während der Operation Uphold Democracy vor Haiti. 1999 löste sie die La Salle als Kommandoschiff der 6. US-Flotte im Mittelmeer ab und wurde in Gaeta stationiert. Die Mount Whitney war während des Kosovokrieges sowie der Operation Iraqi Freedom ein zentrales Element der Kommandostruktur der US-Streitkräfte. 2004 übernahm das Military Sealift Command offiziell das Kommando über das Schiff, die vorher rein militärische Besatzung wurde drastisch verkleinert und zum Teil durch zivile Angestellte des MSC ersetzt. Im Februar 2005 löste sie die La Salle endgültig von ihrer Aufgabe als Flaggschiff der 6. Flotte im Mittelmeer ab. Nach Ende des russisch-georgischen Krieges im Südkaukasus im August 2008 wurde die Mount Whitney Anfang September 2008 ins Schwarze Meer entsandt, um humanitäre Hilfslieferungen nach Georgien zu bringen. Die erste derartige Lieferung, die nach Poti ging, wurde von Russland äußerst kritisch aufgenommen.
Ab März 2011 fuhr die Mount Whitney während des Bürgerkrieges in Libyen vor der Küste des nordafrikanischen Landes.
Im Februar 2014 wurde die Mount Whitney zusammen mit der Ramage ins Schwarze Meer verlegt, um während der Olympischen Winterspiele 2014 in Sotschi insgesamt 600 Marineinfanteristen bereitzuhalten.
Sie diente als Kommandoschiff 2018 beim NATO-Großmanöver „Trident Juncture 18“ vor der Küste von Norwegen und 2019 beim Manöver BALTOPS 2019 vor Schleswig-Holstein. Auch 2025 diente sie als Kommandoschiff im Rahmen der NATO-Übung BALTOPS 2025 und lag dazu einige Zeit im Hafen von Rostock.